# Naure
Die Naure ist ein etwa 8,7 km langer, orografisch linker bzw. nördlicher Zufluss der Diemel im ostwestfälischen Kreis Höxter in Nordrhein-Westfalen. Sie entfließt den Südausläufern des Eggegebirges und fließt im Südteil des Naturparks Teutoburger Wald / Eggegebirge und im Südwesten der Warburger Börde.

## Verlauf
Die Naure entspringt in den äußersten Südausläufern des Eggegebirges beim Dorf Bonenburg, einem nordwestlichen Stadtteil von Warburg. Es werden zwei Quellen als Bachursprung genannt: Die erste Quelle liegt knapp 1,4 km nordnordwestlich des Dorfzentrums, nahe der Landesstraße 828 in landwirtschaftlich genutztem Gebiet auf etwa 272 m ü. NN; auf diese Quelle bezieht sich die Bachkilometrierung. Die zweite Quelle befindet sich knapp 2 km nordwestlich des Dorfzentrums am Südosthang des Berges Burg (423 m ü. NN) im Wald direkt nördlich eines Steinbruchs auf rund 323 m ü. NN (⊙).
Wenige Hundert Meter nach Vereinigung beider Quellbäche fließt die überwiegend südostwärts gerichtete Naure in der Warburger Börde durch Bonenburg, um im Dorf die Bahnstrecke Hamm–Warburg zu unterqueren, und etwas weiter südöstlich fließt sie unter der stillgelegten Bahnstrecke Holzminden–Scherfede hindurch; beide Bahnstrecken kreuzen sich im etwa 1 km östlich des Bachs gelegenen Warburger Dorf Nörde. Etwas weiter südlich unterquert sie die Obere Ruhrtalbahn und kurz darauf die Bundesstraße 7.
Schließlich passiert die Naure die westlich von Ossendorf gelegene Pfennigsmühle, um kurz darauf auf etwa 176 m ü. NN  in einen Mühlengraben des dort etwa von Nordwesten kommenden Weser-Nebenflusses Diemel zu münden.

## Ortschaften
Dörfer bzw. Stadtteile von Warburg an oder nahe der Naure sind (flussabwärts betrachtet):
- Bonenburg – nahe der Quelle
- Nörde – etwas abseits des Flusses
- Ossendorf – etwas abseits des Flusses, nahe der Mündung